# Kadzidło
Kadzidło ist ein Dorf und Sitz der gleichnamigen Gemeinde im Powiat Ostrołęcki der Woiwodschaft Masowien, Polen.

## Gemeinde
Zur Landgemeinde Kadzidło gehören 24 Ortsteile mit einem Schulzenamt:
Brzozowa
Brzozówka
Czarnia
Chudek
Dylewo Nowe
Dylewo
Golanka
Grale
Gleba
Jazgarka
Jeglijowiec
Kadzidło
Kierzek
Klimki
Krobia
Kuczyńskie
Piasecznia
Rososz
Siarcza Łąka
Sul
Strzałki
Tatary
Todzia
Wach
Weitere Ortschaften der Gemeinde sind
Grale (gajówka)
Karaska
Karaska-Leśniczówka
Krobia (gajówka)
Piasecznia (gajówka)
Podgórze
Podgórze (leśniczówka)
Rokitówka
Wąglewo
Wykrot (gajówka)
Wykrot (leśniczówka)